# Grahamomyia
Grahamomyia es un género monotípico de dípteros nematóceros perteneciente a la familia Limoniidae. Su única especie: Grahamomyia bicellula, es originaria de Sichuan, China.